# Tiempo perdido (película de 2014)
Tiempo perdido (título original: Lost Time) es una película estadounidense de terror, ciencia ficción y suspenso de 2014, dirigida por Christian Sesma, que a su vez la escribió junto a Kenneth Owens y Rochelle Vallese, musicalizada por Nedy John Cross y Steve Yeaman, en la fotografía estuvo Anthony J. Rickert-Epstein, los protagonistas son Rochelle Vallese, Luke Goss y Robert Davi, entre otros. El filme fue realizado por King Kai Production y Seskri Produktionz; se estrenó el 19 de septiembre de 2014.

## Sinopsis
Luego de salir de una visita al doctor con muy malas noticias, Valerie y su hermana Melissa frenan en un sector solitario de la ruta. Su auto es envuelto por una luz muy potente, doce horas más tarde, Valerie se despierta y queda aterrorizada al darse cuenta de que su hermana no está.